# Coppa J.League 1996
La J.League Cup 1996 (o Coppa Yamazaki Nabisco 1996), la Coppa di Lega nipponica di calcio, venne vinta dallo Shimizu S-Pulse.
A questa competizione hanno preso parte le 16 squadre di J.League 1.

## Formula
Alla manifestazione parteciparono 16 squadre raggruppate in 2 gruppi da 8 squadre. Le prime due di ogni gruppo si qualificarono per le semifinali.

## Fase a gironi

### Gruppo A
| Squadra             | Pt | G  | V | N | P | RF | RS | DR  |
| ------------------- | -- | -- | - | - | - | -- | -- | --- |
| Kashiwa Reysol      | 15 | 14 | 5 | 0 | 2 | 24 | 16 | +8  |
| Shonan Bellmare     | 13 | 14 | 4 | 1 | 2 | 23 | 15 | +8  |
| Sanfrecce Hiroshima | 13 | 14 | 4 | 1 | 2 | 22 | 20 | +2  |
| Yokohama Marinos    | 12 | 14 | 4 | 0 | 3 | 22 | 20 | +2  |
| Júbilo Iwata        | 10 | 14 | 3 | 1 | 3 | 21 | 17 | +4  |
| Gamba Osaka         | 7  | 14 | 2 | 1 | 4 | 15 | 30 | -15 |
| Urawa Reds          | 6  | 14 | 2 | 0 | 5 | 16 | 20 | -4  |
| Kyoto Purple Sanga  | 6  | 14 | 2 | 0 | 5 | 14 | 19 | -5  |

### Gruppo B
| Squadra          | Pt | G  | V | N | P | RF | RS | DR  |
| ---------------- | -- | -- | - | - | - | -- | -- | --- |
| Shimizu S-Pulse  | 16 | 14 | 5 | 1 | 1 | 22 | 16 | +6  |
| Verdy Kawasaki   | 14 | 14 | 4 | 2 | 1 | 25 | 13 | +12 |
| Yokohama Flügels | 12 | 14 | 3 | 3 | 1 | 27 | 20 | +7  |
| JEF United       | 10 | 14 | 3 | 1 | 3 | 20 | 22 | -2  |
| Kashima Antlers  | 9  | 14 | 2 | 3 | 2 | 16 | 14 | +2  |
| Cerezo Osaka     | 7  | 14 | 2 | 1 | 4 | 23 | 26 | -3  |
| Nagoya Grampus   | 7  | 14 | 2 | 1 | 4 | 19 | 26 | -7  |
| Avispa Fukuoka   | 3  | 14 | 1 | 0 | 6 | 14 | 31 | -17 |

## Scontri a eliminazione diretta

### Semifinali
|                 | Risultato |                 |
| --------------- | --------- | --------------- |
| Kashiwa Reysol  | 1 - 2     | Verdy Kawasaki  |
| Shimizu S-Pulse | 5 - 0     | Shonan Bellmare |

### Finale
| Tokyo 25 settembre 1996                      | Verdy Kawasaki       | 3 – 3 (d.t.s.) | Shimizu S-Pulse | National Stadium (28 232 spett.) |
| \| \| \| \| \| \| Tiri di rigore 4 – 5 \| \| |                      |                |                 |                                  |
|                                              |                      |                |                 |                                  |
|                                              | Tiri di rigore 4 – 5 |                |                 |                                  |

## Premi
- MVP: Santos -  Shimizu S-Pulse
- Premio "Nuovo Eroe": Hiroshi Nanami -  Júbilo Iwata e Toshihide Saitō -  Shimizu S-Pulse